# Pentagon (computador)
O computador doméstico Pentagon (Пентагон em russo) é um clone do Sinclair ZX Spectrum 128 britânico que começou a ser fabricado em 1989 por amadores na antiga União Soviética. Sua PCB foi copiada em toda a URSS, o que fez dele o mais difundido clone soviético do ZX Spectrum. Muitos dispositivos simples (atualizações) foram inventados para conectar-se ao Pentagon, o que, na maioria dos casos, exigia algum conhecimento de solda. Como a máquina era um conceito de hardware e não uma marca comercial, o produto final montado dependia em grande parte do interesse do usuário. Em outras palavras: duas máquinas que usem a mesma versão de PCB podem ser externamente completamente diferentes entre si.
O modelo mais recente é o Pentagon 1024SL v2.3, o qual inclui a maioria das atualizações da arquitetura Spectrum padrão, incluindo RAM de 1 MiB, Beta Disk 128 e slots ZX-BUS (especialmente para placas IDE e General Sound). Este modelo apresenta um modo "turbo" (7 MHz, em vez dos 3,50 MHz originais).

## Versões

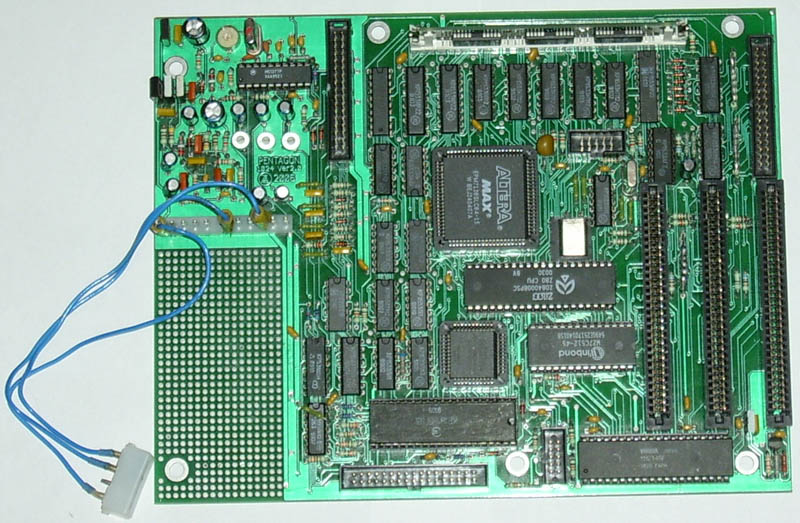
Placa-mãe Pentagon-1024SL v2.x

| Modelo                   | Ano  | Características                                |
| ------------------------ | ---- | ---------------------------------------------- |
| Pentagon 48K             | 1989 | Beta Disk Interface 128                        |
| Pentagon 128K            | 1991 | PSG AY-3-8910                                  |
| Pentagon 128K 2+         | 1991 | PSG AY-3-8910 em 3,5 MHz                       |
| Pentagon 128K 3+ (Sólon) | 1993 | ?                                              |
| Pentagon 1024SL v1.x     | 2005 | 1 MiB de RAM                                   |
| Pentagon 1024SL v2.x     | 2006 | Modo "turbo" (7 MHz) Dois novos modos gráficos |